# Rhynchocyon udzungwensis
Rhynchocyon udzungwensis (лат.) — африканское млекопитающее из семейства прыгунчиковых.

## Внешний вид
Вес около 700 грамм (658—750), длина до 56 см.

## Распространение
Танзания, Восточная Африка. Обнаружены в горах Udzungwa Mountains (Kilombero District, Morogoro Region and Kilolo District, Iringa Region) на высотах около 1000 м, где обитают в двух лесных массивах: в Ndundulu-Luhomero forest (на северо-западе Udzungwa) и в Mwanihana forest (на северо-востоке Udzungwa).

## Образ жизни
Обнаружена в разных типах лесов, но всегда в пределах сырых и подгористых (с деревьями высотой 10—25 м) и горных вечнозелёных участков (25—50 м), включая бамбуковые чащи.
Поведение хоботковой собачки Rhynchocyon udzungwensis сходно с поведением других представителей своего рода. Например, исследованные первооткрывателями пять гнёзд нового вида располагались в почве, были покрыты листьями и 4 из них находились у основания ствола дерева.

## Статус популяции
В 2008 году вид был занесён в список Международной Красной книги со статусом «уязвимый вид» (Vulnerable). Численность популяции вида оценивается на уровне 15 000—24 000 особей с плотностью около 50—80 экз/км² в местах обнаружения.